# Commandos 3 : Destination Berlin
Commandos 3 : Destination Berlin est un jeu vidéo de tactique en temps réel, développé par Pyro Studios, sorti sur PC en 2003.

## Histoire du développement
La série dévie un peu pour se tourner vers l'action avec ce troisième opus, l'éditeur voulant rendre celui-ci plus accessible que Commandos 2. Si les bases du gameplay qui ont fait le succès de la série sont encore là, cette dynamisation annonce le changement radical qui aura lieu dans le prochain opus.

## Système de jeu
Malgré les protestations des fans, cet opus est plus basé sur l'action, dans un souci d'accessibilité au grand public, mais il garde quand même la marque de stratégie qui a rendu la saga mythique.
L'aventure se divise en trois campagnes, Stalingrad, l'Europe centrale et les plages de Normandie. Les commandos apparus au fil des opus disparaissent, hormis le voleur, l'équipe se rétrécit donc pour revenir avec les membres de l'équipe originale. Malgré les protestations des fans, le commando Samuel Brooklin, le mécano, a disparu. Pour le reste, chaque commando possède toujours ses propres capacités qui se complètent avec celles de ses équipiers. Toujours dans son orientation action, les membres de l'équipe sur le terrain sont plus restreints. Apparaissent également des fantassins, que le joueur peut manier comme n'importe quel autre commando, équipés d'un fusil à munitions inépuisables, et dont la mort ne signifie pas l'échec de la mission, même si elle la complique.

## Développement
Le jeu fut développé par Pyro Studios, mais le créateur de la série, Gonzo Suarez, ne faisait plus partie de ce studio, qu'il avait quitté avec 11 autres développeurs de la série pour fonder Arvirago Entertainment, ce qui justifie peut-être le changement d'orientation.

## Accueil
| Commandos 3           |      |       |
| Média                 | Pays | Notes |
| Computer Gaming World | US   | 2/5   |
| Gamekult              | FR   | 7/10  |
| GameSpot              | US   | 79 %  |
| Gen4                  | FR   | 93 %  |
| Jeuxvideo.com         | FR   | 17/20 |
| Joystick              | FR   | 7/10  |

Ce jeu reçut un assez bon accueil critique, même s'il fut considéré comme moins bon que le précédent. Il obtint la note de 82 % dans le magazine PC Jeux.

## À noter
- Le jeu possède un nouveau moteur graphique pour les décors intérieurs.
- Avec son combat de sniper, la mission à Stalingrad est un clin d'œil évident au film du même nom.